# Grindhouse
Grindhouse è un film del 2007 diretto da Quentin Tarantino e Robert Rodriguez.
Diviso in due episodi, il film si rifà al cinema dei doppi spettacoli, dei film d'exploitation e delle pellicole a basso costo che avevano caratterizzato gli USA degli anni settanta del XX secolo. Nella pellicola sono inclusi alcuni finti trailer diretti da Rob Zombie, Eli Roth, Edgar Wright, Jason Eisener e dello stesso Rodriguez.
Il film è uscito nella sua versione originale, in un'unica parte lunga oltre tre ore, il 6 aprile 2007 negli Stati Uniti e in Canada.  A livello internazionale è stato invece diviso in due parti, A prova di morte e Planet Terror, in Italia è uscito il 1º giugno 2007 il primo e il 28 settembre 2007 il secondo.
I trailer fittizi diretti da Rodriguez, Eisener e Roth divennero in seguito la base per i lungometraggi Machete, Hobo with a Shotgun, Machete Kills e Thanksgiving.

## Film

### Planet Terror
Prima parte del progetto cinematografico Grindhouse, il film mescola elementi dell’horror splatter, del fantascientifico e dell’action movie in stile pulp, proponendo una narrazione volutamente esagerata e sopra le righe, accompagnata da effetti speciali visivamente sporchi e da una fotografia che simula l’usura della pellicola cinematografica, per ricreare l’estetica dei vecchi cinema grindhouse americani.
La trama ruota attorno a un misterioso attacco biologico che trasforma gli abitanti di una cittadina del Texas in zombie affetti da mutazioni mostruose. Tra i protagonisti troviamo Cherry Darling (interpretata da Rose McGowan), una spogliarellista che perde una gamba durante un attacco e la sostituisce con una mitragliatrice, e il suo ex compagno El Wray (Freddy Rodríguez), un enigmatico personaggio con un oscuro passato militare. Il gruppo di sopravvissuti dovrà combattere contro orde di infetti, mercenari corrotti e ufficiali militari coinvolti nel disastro, nel tentativo di salvare la propria vita e fuggire dall’inferno in cui è precipitata la città.
Il film è caratterizzato da un ritmo frenetico, numerose scene gore, dialoghi ironici e personaggi caricaturali. Rodriguez inserisce anche una “reel mancante” (una scena volutamente assente) come omaggio alle copie rovinate delle pellicole d’epoca. La colonna sonora, composta dallo stesso regista, contribuisce a rafforzare il tono retrò e pulp dell’opera.

### A prova di morte
Seconda parte del dittico Grindhouse, il film rappresenta un tributo ai thriller exploitation e ai cosiddetti car chase movies degli anni ’70, caratterizzati da inseguimenti automobilistici spettacolari, personaggi femminili forti e un’estetica grezza e iperrealistica. Come Planet Terror, anche A prova di morte è stato girato per sembrare una pellicola danneggiata e invecchiata, con salti di pellicola, colori sbiaditi e scene mancanti.
La storia è divisa in due segmenti narrativi. Nel primo, un gruppo di giovani donne si ritrova in un bar del Texas per una serata di festa. Le ragazze diventano l’obiettivo di Stuntman Mike (Kurt Russell), un ex stuntman di Hollywood psicopatico che uccide le sue vittime inscenando incidenti d’auto con il suo veicolo, una Chevrolet Nova SS del 1970, appositamente rinforzato per proteggerlo dagli impatti. Dopo aver ucciso brutalmente le prime ragazze, Mike si sposta in un’altra città dove prende di mira un secondo gruppo di donne, tra cui tre stuntwomen professioniste. Questa volta, però, le sue vittime si dimostrano tutt’altro che indifese, trasformando la caccia in una lotta all’ultimo sangue.
Il film si distingue per i suoi lunghi dialoghi, ricchi di citazioni cinematografiche, riferimenti alla cultura pop e alla storia del cinema di genere. Le sequenze di inseguimento, girate senza effetti digitali, rappresentano un omaggio alle pellicole d’azione classiche e mettono in risalto l’abilità tecnica e registica di Tarantino. Il personaggio di Stuntman Mike incarna un antagonista ambiguo e affascinante, mentre il gruppo di donne che lo affronta sovverte i canoni tradizionali del genere, assumendo il ruolo di protagoniste vendicatrici.
Nonostante un’accoglienza commerciale tiepida alla sua uscita, A prova di morte ha acquisito negli anni lo status di cult, grazie allo stile inconfondibile di Tarantino, alla colonna sonora vintage e alle performance intense del cast, in particolare di Zoë Bell, stuntwoman neozelandese che interpreta sé stessa.

## Fake trailer
Rifacendosi agli standard dei film d'exploitation, proiettati uno dopo l'altro ed intervallati dalle anteprime dei film in uscita nelle settimane successive, Tarantino e Rodriguez hanno deciso di inserire, prima, durante e dopo i due segmenti, alcuni cortometraggi che riproponessero i trailer proiettati nelle grindhouse. Secondo Rodriguez fu un'idea di Tarantino realizzare i "fake trailer" di Grindhouse. «Non li conoscevo nemmeno sino a quando non me li fece notare in uno dei film 35 mm che aveva acquistato. Disse qualcosa del tipo "Rodriguez e Tarantino fanno un 'double feature' e Tarantino dice che ci saranno dei fake trailer..." con aria da cronista. Ho pensato "Mi hai convinto, considerali già pronti"».
Inizialmente Tarantino e Rodriguez pensavano di poter girare tutti i trailer e contavano di farne molti di più. «Avevamo così tante idee per i fake trailer. Quentin voleva dirigere un trailer di sexploitation chiamato "Cowgirls in Sweden" ma alla fine, non c'era tempo... io ho girato "Machete". Creai una locandina, montai il trailer e lo mandai a Quentin e lui rimase esterrefatto, perché sembrava veramente un trailer da "Grindhouse". Lo mostrò ad Eli Roth ed Edgar Wright e loro si proposero per farne uno. Ci dicemmo: "Lasciamoli girare, se non riusciamo a girare i nostri metteremo nel film i loro. Ma se i loro verranno bene, inseriremo i nostri ed i loro!"». «Poi è stata la volta di Rob Zombie agli Scream Awards - aggiunge Rodriguez - a ottobre mi avvicina e mi chiede: "Ho il titolo di un trailer, Werewolf Women of SS, che ne dici?" Gli risposi: "Non aggiungere altro, va e giralo, per me va benissimo!"». Ogni trailer venne girato in due giorni: Wright e Roth hanno girato soltanto quello che poi è stato mostrato alle platee statunitensi; Zombie, invece aveva realizzato oltre trenta minuti di riprese e rimase molto contrariato dal doverlo «tagliare e tagliare e tagliare».
I trailer sono stati inclusi unicamente nella versione originale uscita negli Stati Uniti e in Canada, nelle versioni internazionali e in quelle home video è stato inserito il solo Machete all'interno di Planet Terror. Durante la fase di post produzione Rodriguez ha indetto una sfida tra gli spettatori dell'SXSW Festival per chi avesse girato il fake trailer migliore, il vincitore è stato Hobo With A Shotgun di Jason Eisener.

### Machete
- Regia: Robert Rodriguez.
- Cast: Danny Trejo, Cheech Marin, Jeff Fahey.

Rodriguez scrisse Machete nel 1993. «Allora non pensavo ad un trailer in "Grindhouse", ovviamente... doveva essere un film con Danny Trejo, il mio secondo film». «Quando poi lo vidi in Desperado pensai... "questo tizio dovrebbe avere una saga tutta sua, come Charles Bronson ed Il giustiziere della notte o Jean-Claude Van Damme!" Così iniziai a scrivere questa storia del federale messicano che viene assunto per svolgere missioni rischiose e segrete negli Stati Uniti. Avevo sentito che l'FBI o la DEA non mettevano a rischio i loro uomini per missioni troppo difficili e allora chiamavano i messicani, li assumevano e li pagavano 25.000 dollari. Pensai, "questo è Machete!". Doveva partire per un lavoro rischiosissimo che per lui era facilissimo. Ma non ero mai andato a girarlo: con "Grindhouse" ecco l'occasione che aspettavo!».
Rodriguez pensò di trasformare Machete in un film su DVD e iniziarlo a girare non appena Grindhouse fosse uscito sul mercato home video. La storia narra di un mercenario, Machete Cortez, che viene assoldato per uccidere un ricco senatore. Il senatore ha però a sua volta pagato un altro uomo che lo ferirà a morte, portandolo in coma. Al suo risveglio, Machete ordirà la sua vendetta, al fianco del proprio fratello, ora diventato prete. Il 28 luglio 2010 fu confermato che Machete sarebbe stato presentato alla 67ª Mostra internazionale d'arte cinematografica di Venezia. Il 1º settembre il film fu mostrato in anteprima con una speciale proiezione di mezzanotte, seguita poi da una vasta distribuzione cinematografica il 3 settembre. Il film è uscito nelle sale cinematografiche statunitensi il 3 settembre 2010, distribuito dalla 20th Century Fox, su 3.400 cinema di 2.670 località. In Italia è uscito il 6 maggio 2011 distribuito da Lucky Red.
Il successo della pellicola ha portato all'avvio della produzione di un sequel, Machete Kills. Il 26 luglio 2012 Robert Rodriguez ha dato la notizia dell'ingresso nel cast del film di Lady Gaga nel ruolo di La Chameleòn. Venne annunciata la presenza nel cast anche Mel Gibson nel ruolo di Luther Voz. Il film uscì nel 2013.

### Don't!
- Regia: Edgar Wright.

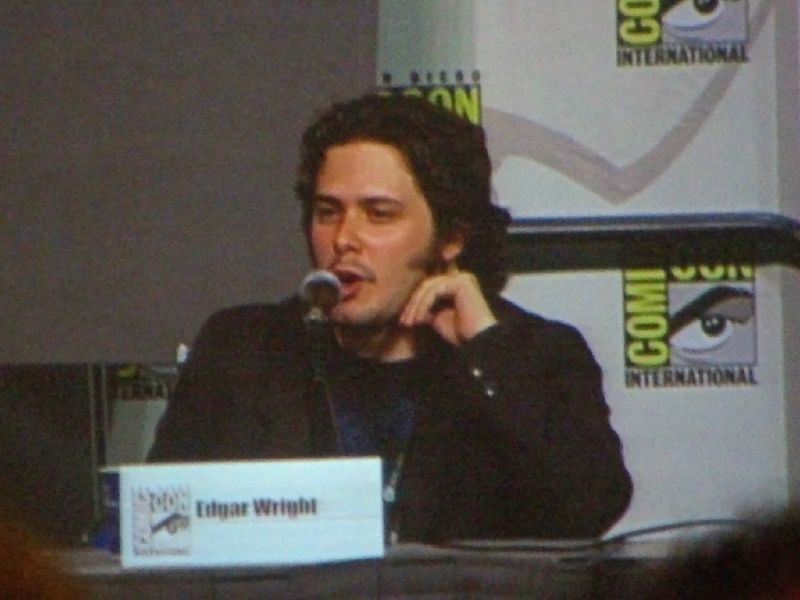
Edgar Wright presenta Don't! al Comic Con

- Cast: Jason Isaacs, Simon Pegg, Nick Frost.

Il trailer girato da Edgar Wright, Don't!, è stato girato in forma di parodia dei film di britsploitation anni settanta, in cui lo stile Hammer incontra il mondo movie. Nel cortometraggio hanno brevi camei Jason Isaacs, Matthew Macfadyen, la cantante Katie Melua e Georgina Chapman al fianco dei "fidi" di Wright, Simon Pegg e Nick Frost. Tra gli altri, anche MyAnna Buring, Peter Serafinowicz e Michael Smiley hanno delle piccole parti, nonostante non siano stati accreditati. Per ricreare l'effetto "anni settanta", Wright ha usato lenti antiquate e grafiche molto vecchie. Durante il montaggio, ha graffiato alcuni fotogrammi con balsa e acciaio e ha lasciato la pellicola per un giorno in un parcheggio, sempre sotto sorveglianza, cosicché fosse esposta alle intemperie e si rovinasse.
A proposito del titolo, Wright ha asserito: «Negli anni settanta, quando la AIP realizzava anche film horror europei assegnava a questi titoli assurdi. Quello che mi ha ispirato è un film di Jorge Grau, che nel Regno Unito si chiama 'The Living Dead at Manchester Morgue', ma in Italia e Spagna qualcosa del genere 'Non si deve profanare il sonno dei morti'. Negli Stati Uniti, invece è chiamato 'Don't Open the Window'. Quello che più fa ridere è che in tutto il film non c'è una singola scena in cui la voce narrante ti dica 'Non aprire la finestra!'». Al "Charlie Rose Talk Show", Quentin Tarantino ha anche rivelato un altro aspetto dei trailer statunitensi per i film inglesi: nessuno degli attori dice una sola parola, caratteristica dei trailer inglesi. Il trailer non ha una vera e propria trama, i personaggi si limitano a compiere tutte le azioni che i personaggi di un film horror non dovrebbero mai eseguire.

### Werewolf Women of the SS
- Regia: Rob Zombie.
- Cast: Nicolas Cage, Udo Kier, Sheri Moon Zombie, Tom Towles, Sybil Danning, Bill Moseley.

Nel segmento di Zombie, Werewolf Women of the SS, recitano Nicolas Cage nel ruolo di Fu Manchu, Udo Kier nel ruolo di Franz Hess, il comandante del campo di concentramento 13 e la moglie di Zombie, Sheri Moon, Sybil Danning nel ruolo delle sorelle ufficiali SS Eva e Gretchen Krupp (le "demoni di Belzack"), insieme ad altri nel ruolo della "donna licantropo". Zombie asserì: «Avevo due idee: una aveva a che fare con la nazisploitation e una con il women in prison... così pensai ai nazisti. Ci sono tutti quei film come Ilsa la belva delle SS, Elsa Fräulein SS e Camp 7 - Lager femminile - ho sempre pensato che questo fosse il genere d'exploitation più delirante». Aggiunse poi: «L'avevo già girato, nella mia mente. [...] Molte volte questi film erano fatti così: "Abbiamo alcune uniformi naziste a disposizione, ma c'è anche questo set cinese.. che ci facciamo?"... mi venne in mente di inserire Fu Manchu: li metteremo insieme!». La storia riguarda un progetto segreto di Hitler per creare un essere mutante a metà tra la donna ed il licantropo.

### Thanksgiving
- Regia: Eli Roth.
- Cast: Jay Hernandez, Michael Biehn.

Il segmento di Roth è il trailer di uno slasher chiamato Thanksgiving. Prodotto sulla scia dei tanti slasher ambientati durante festività come Natale di sangue, Halloween, Jolly Killer, Il giorno di San Valentino, nel trailer figurano Jeff Rendell nel ruolo del serial killer travestito da pellegrino, Jordan Ladd, Jay Hernandez, Roth stesso nel ruolo di una delle vittime e Michael Biehn nel ruolo dello sceriffo. Il design dei titoli in Thanksgiving è basato su quelli di una parodia pubblicata su Mad Magazine, intitolata Arbor Day. Roth afferma: «Il mio amico Jeff, che interpreta il killer travestito da padre pellegrino è cresciuto in Massachusetts, eravamo fan degli slasher e ogni novembre aspettavamo uno slasher sul giorno del ringraziamento. Avevamo già preparato la trama: c'è un ragazzino che adora i tacchini, suo padre ne uccide uno per la festa del Ringraziamento e poi lui si vendica uccidendo la famiglia. Va al manicomio e poi torna indietro per compiere la sua vendetta contro la città. Ho chiamato Jeff e gli ho detto: "Amico, ascolta, non dobbiamo girare il film, basta che giriamo le parti migliori"». «Girare il trailer è stato molto divertente..» - dichiara Roth - «..perché ogni scena è unica. Ogni scena è una decapitazione o una scena di rapporti sessuali. È ridicolo, è assurdo. È così sbagliato che è giusto!».
Il fake trailer di Roth contiene elementi che gli hanno fatto guadagnare, negli Stati Uniti, un visto NC-17: tra le scene cult, una cheerleader che si spoglia e finisce infilzata nella vagina mentre salta su un trampolino, tre decapitazioni, di cui una mentre la fidanzata della vittima pratica la fellatio. Parere di Roth è: «Vedere tutte queste scene che si snodano in una pellicola è molto meno scioccante che vederle tutte insieme senza pause. Ho dovuto fare i salti mortali per poterle mantenere, con la censura statunitense. Gli spiegai che era per "grindhouse", videro i graffi della pellicola e i salti e... accettarono». La storia riguarda un serial killer psicopatico che uccide indiscriminatamente ragazzi e ragazze durante il giorno del ringraziamento.
Dopo oltre quindici anni dall'uscita del film, Eli Roth ha realizzato un lungometraggio tratto dal "fake trailer" che aveva diretto per Grindhouse. Thanksgiving è uscito il 17 novembre 2023.

### Hobo with a Shotgun
- Regia: Jason Eisener.
- Cast: David Brunt.

In alcune proiezioni di Grindhouse, principalmente in Canada, in aggiunta agli altri fake trailer veniva presentato un finto trailer di un film intitolato Hobo with a Shotgun. Il trailer, creato dai registi canadesi Jason Eisener, John Davies e Rob Cotterill, vinse il Grindhouse trailer contest di Robert Rodriguez al South by Southwest festival. Nel trailer David Brunt interpreta un vagabondo, armato di fucile calibro 20, che diventa un vigilante. Viene quindi mostrato mentre uccide numerose persone, dai rapinatori armati ai poliziotti corrotti, fino a un Babbo Natale pedofilo. Il trailer era disponibile in alcune sale cinematografiche selezionate negli Stati Uniti e in Canada.
Nel 2010 il finto trailer è stato trasformato in un lungometraggio con Rutger Hauer nei panni del vagabondo e con Brunt che interpreta un poliziotto corrotto. Hobo with a Shotgun è stato il secondo dei falsi trailer di Grindhouse ad essere trasformato in un lungometraggio (dopo Machete e prima di Thanksgiving). Il film è uscito il 25 marzo 2011 in Canada, il 1 aprile 2011 su video on demand americano e il 6 maggio 2011 nelle sale americane.

## Sviluppo
Lo spunto per Grindhouse venne a Robert Rodriguez e Quentin Tarantino perché quest'ultimo era solito organizzare in casa sua proiezioni "doppie" di alcuni classici B-movie, inclusi i trailer da far scorrere prima e in mezzo ai due film, a imitazione di quanto avveniva negli Stati Uniti in certi cinema di provincia (le salette dette grindhouse appunto) o nei drive-in, dove era frequente la distribuzione in modalità double feature, ovvero due film proiettati di seguito, al prezzo di uno. Durante una di queste maratone, Rodriguez notò che entrambi possedevano lo stesso poster doppio di Dragstrip Girl e Rock tutta la notte. «Ho sempre voluto fare un film in due segmenti", disse a Tarantino. "Perché tu non dirigi il primo e io il secondo?» e Tarantino rispose senza esitazione «Ci sto, lo chiameremo Grindhouse!».
Il titolo del film deriva dal termine inglese col quale negli Stati Uniti si indicavano le sale cinematografiche destinate principalmente alla proiezione dei cosiddetti film d'exploitation, ovvero film di serie B il cui successo non era dovuto alla qualità del contenuto, ma piuttosto alla presenza massiccia di scene di sesso e di violenza. Le grindhouse, soppiantate dall'home video negli anni ottanta, erano note per film di arti marziali, splatter, slasher, horror, giallo all'italiana, sexploitation, blaxploitation, spaghetti-western e tutti quei generi realizzati negli anni settanta. Secondo Rogriduez, «[Nelle vecchie pellicole], i poster erano molto più belli dei film: stiamo cercando di girare qualcosa che sia all'altezza del poster.»
Secondo Rodriguez, «Tarantino aveva un'idea ed una visione completa [del film]» proprio dal momento in cui i due iniziarono a parlarne. Tarantino ha confermato la notizia secondo cui Grindhouse non è stato un passatempo tra le riprese di Kill Bill: Volume 2 e quelle di Bastardi senza gloria, ma "un film coi fiocchi".
A Robert Rodriguez venne in mente il soggetto di Planet Terror durante la post produzione di The Faculty. Quentin Tarantino iniziò a lavorare alla sceneggiatura di A prova di morte quando Robert Rodriguez aveva già iniziato le riprese di Planet Terror. Rodriguez iniziò le riprese di Planet Terror ad Austin in Texas nel marzo 2006. Quentin Tarantino, invece, ha cominciato le riprese di A prova di morte nell'agosto 2006. Il primo spezzone del film è stato mostrato al Comic-Con di San Diego 2006 ed è stato mandato in onda il 10 ottobre 2006 su Screams Award di Spike TV. Rodriguez e Tarantino hanno vinto il premio della giuria.

## Produzione

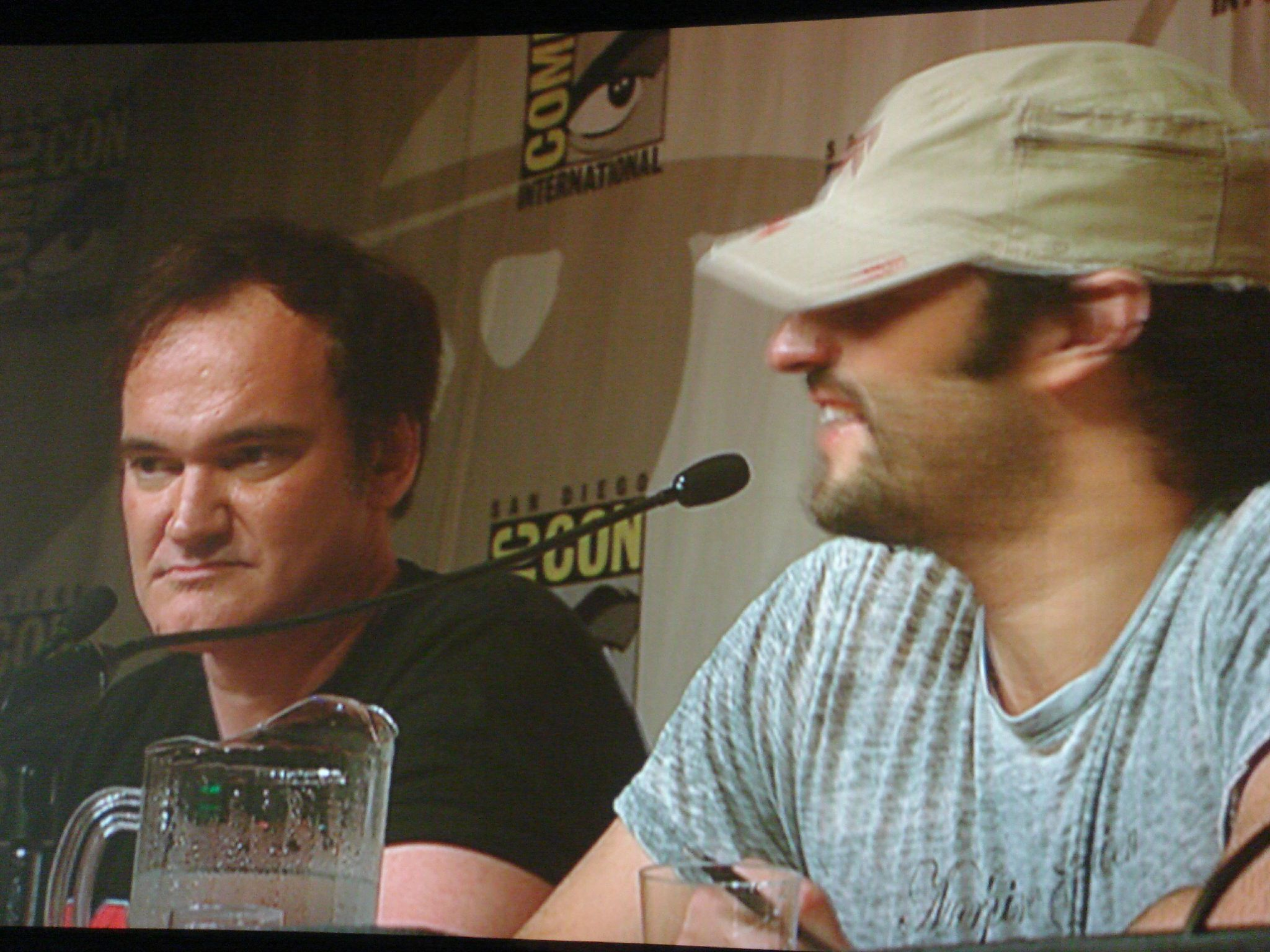
Quentin Tarantino e Robert Rodriguez presentano "Grindhouse" al Comic Con

### Regia
Secondo l'attrice Marley Shelton, Tarantino era sempre presente sul set: «Spesso dava consigli, o ci riscriveva alcune battute! Ha influito molto su 'Planet Terror', così come Robert [Rodriguez] ha influito su 'A prova di morte'..senza di lui, ad esempio, il segmento di Tarantino non si chiamerebbe così!». Tarantino ha aggiunto «Non posso neanche immaginare di poter girare "Grindhouse" con qualsiasi altro regista se non con Robert, perché io ho fiducia in lui e lui in me. Così tanto che io non guarderò il suo film se non tre settimane prima della presentazione. Sarà meglio così, guardare i film uno addossato all'altro e fare modifiche solo dopo, come facevano i produttori di film d'exploitation».

### Effetti speciali
Il film usa diverse tecniche per far apparire la pellicola "danneggiata" dal continuo passaggio da una grindhouse ad un'altra, come avveniva negli anni settanta. Per riprodurre l'effetto del film usurato, cinquemila degli oltre venticinquemila fotogrammi sono stati modificati con plug-in e materiale d'archivio.

### Montaggio
Durante la fase di montaggio, Tarantino e Rodriguez pensarono di inserire durante le due pellicole una "bobina mancante". «[Quentin] stava mostrando alla troupe un poliziottesco con Oliver Reed..» - ha asserito Rodriguez - «..e si accorse che nel film mancava una bobina. Ma ciò è molto interessante perché dopo la bobina mancante, non sai se il protagonista ha dormito con una ragazza o meno, perché lui dice di sì, lei dice di no. Ti lascia con il dubbio, ma il film funziona lo stesso, anche con venti minuti di girato in meno. Ho pensato "Oh, mio Dio, dobbiamo farlo! Dobbiamo mettere una bobina mancante!". Devo usarla e far comparire il cartello "bobina mancante" per 10 secondi, dopo si torna alla pellicola e ci godiamo il terzo atto. [...] La parte prima del terzo atto è di solito noiosa in un film, perciò saltiamolo e arriviamo ad un punto che nessuno si aspetterebbe mai».

### Fotografia
La fotografia dei film è rispettivamente di Robert Rodriguez e Quentin Tarantino. Rodriguez aveva già lavorato alla direzione della fotografia in Bedhead, El mariachi e C'era una volta in Messico; al contrario, per Tarantino era la prima volta. Il direttore della fotografia per Werewolf Women of the SS di Rob Zombie è Phil Parmet, con cui Zombie aveva già lavorato sul set di La casa del diavolo. La fotografia di Thanksgiving è invece stata affidata a Milan Chadima, collaboratore di Roth sul set di Hostel.

## Distribuzione
Planet Terror ed A prova di morte sono usciti in tutto il resto del mondo come due film separati e totalmente diversi (appartenenti ad una sorta di "progetto Grindhouse" come mostrano alcune locandine). Secondo ciò che viene riportato nei poster dei due segmenti, i trailer di A prova di morte sono stati diretti da Rodriguez, mentre quelli di Planet Terror da Tarantino. Nessuno ha fatto riferimento in alcun modo a Roth, Wright o Zombie.
Nel Regno Unito, A prova di morte è uscito il 21 settembre 2007. Planet Terror, invece, è uscito il 9 novembre dello stesso anno. A prova di morte è stato presentato in Europa nella versione estesa che è stata messa in concorso al festival di Cannes. Il materiale aggiuntivo contiene scene che erano state rimpiazzate, nella versione statunitense, dalla "bobina mancante", come la lap dance di Vanessa Ferlito, per un totale di 27 minuti aggiuntivi. Una delle anteprime di A prova di morte si è svolta all'Edinburgh International Film Festival il 20 agosto, con la partecipazione straordinaria di Zoë Bell. Durante il ritiro di un premio al Cinemanila Film Festival, nelle Filippine, Tarantino ha presentato A prova di morte, distribuito come "il quinto film di Quentin Tarantino".
Per giustificare la divisione del film, Tarantino ha detto: «... se parliamo soprattutto di nazioni non anglofone... loro non hanno questa tradizione... non solo non sanno realmente cosa sia una "grindhouse", non hanno neanche la tradizione del "doppio spettacolo". È come se stessimo provando a insegnare loro qualcosa di nuovo». Molti fan europei hanno pensato che la divisione del film fosse un tentativo per incrementare i profitti, dato che il pubblico avrebbe pagato due volte per un film che negli Stati Uniti veniva invece mostrato come singolo. Altri fan, invece, hanno espresso il loro disappunto in forum a carattere cinematografico e con petizioni online, pensando di boicottare il film o di scaricarlo illegalmente.

## Accoglienza

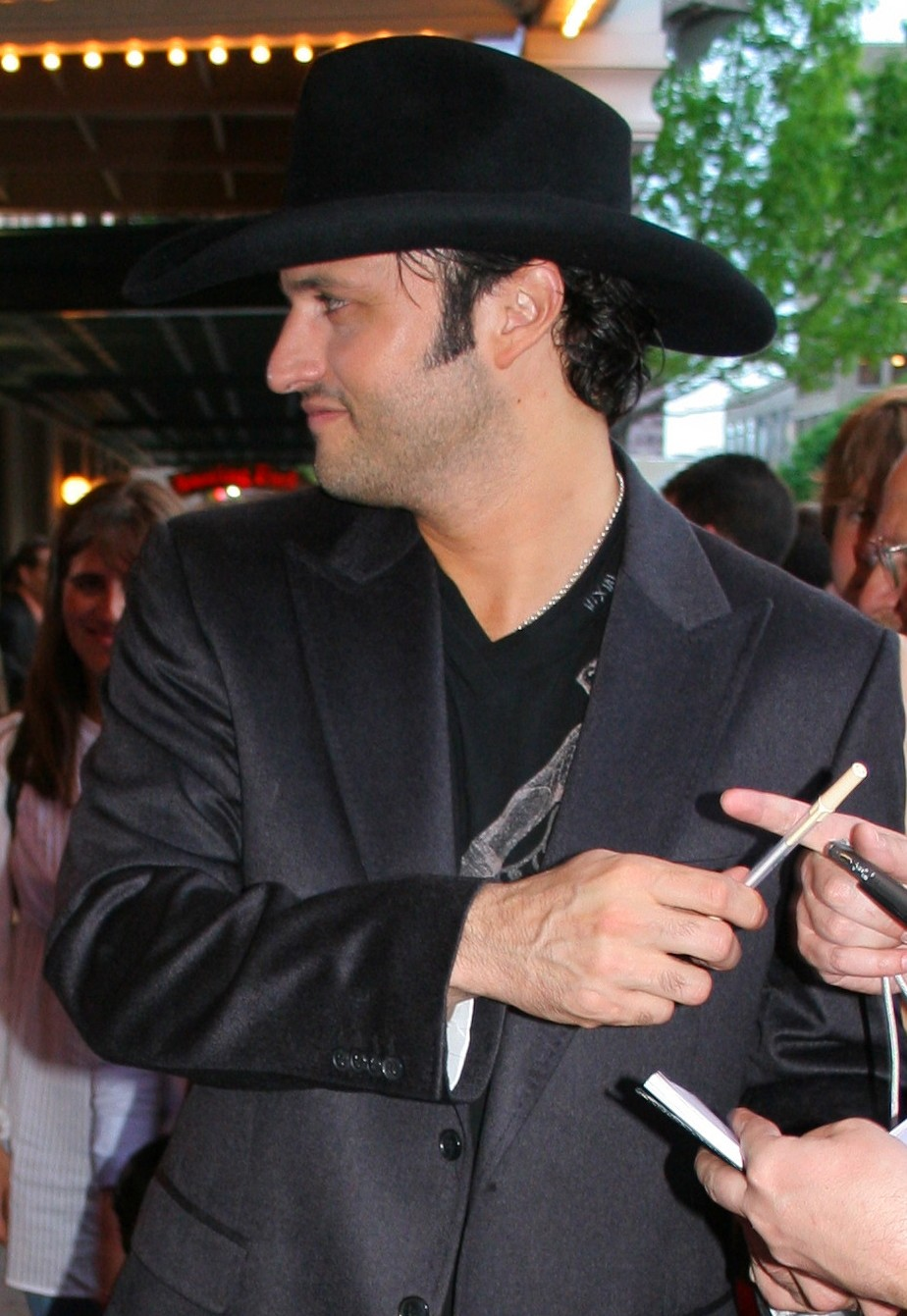
Robert Rodriguez alla prima della pellicola ad Austin, in Texas

### Incassi
Grindhouse è risultato un flop, essendo costato 53 milioni di dollari e avendo guadagnato nel primo week-end d'apertura appena 11,5 milioni, con un guadagno medio per cinema di 4.417 dollari: si era invece stimato che gli introiti fossero di circa 20-30 milioni di dollari durante il primo week-end. Il week-end d'apertura si piazzò al di sotto del secondo sabato di proiezione di Blades of Glory e de I Robinson, ma anche di Finalmente a casa. Brandon Gray tentò di spiegare il motivo del 'flop', ipotizzando che «Grindhouse abbia sofferto di quello stesso fattore anti-horcom che fece fallire già Snakes on a Plane e Slither tra gli altri: troppo divertente per far paura e al contempo troppo sanguinolento per suscitare la risata». L'analista di box-office Lee Tistaert del sito internet Lee's Movie Info ha pensato che lo stesso risultato si sarebbe avuto se Kill Bill fosse stato realizzato in un unico film, invece che in due volumi diversi. «È mai possibile che Tarantino abbia esaudito un suo desiderio facendo spendere 60 milioni di dollari?» concluse. Altre personalità hanno attribuito il flop del film al fatto che nel fine settimana pasquale i cinema sono popolati da famiglie in cerca di commedie o film per tutti, non di «splatter e riesumazioni d'autore». Inoltre, altri critici attaccarono la durata eccessiva del film: «190 minuti non trascorrono in mezz'ora: non si possono aspettare che la gente vada a vedere film del genere quando esistono film più corti».
Quentin Tarantino ha risposto alle critiche, asserendo: «Forse è stato un fiasco, ok. Ma con il pubblico, il film ha funzionato. Le persone che lo hanno visto lo hanno amato ed hanno applaudito. Sono orgoglioso del mio fiasco». Harvey Weinstein, produttore della pellicola ha deciso di ri-montare il film aggiungendo le scene mancanti e dunque di ri-distribuirlo nelle sale dei paesi non anglofoni in due segmenti separati, che saranno rispettivamente «il quinto film di Tarantino e il nuovo di Rodriguez». La pellicola nell'originale doppio formato ha guadagnato 25,037,897 dollari sul mercato domestico, non riuscendo a coprire nemmeno metà delle spese di produzione. Fu quindi deciso di distribuire separatamente i due film sui mercati internazionali, dove Planet Terror realizzò 10.871.224 dollari ed il solo "A prova di morte" ben 30.663.961 dollari, portando l'operazione in utile con un totale di 67.000.000 dollari. Le successive buone vendite di DVD, dopo che le opere guadagnarono un forte seguito tra gli appassionati, portarono ulteriori introiti alle majors.

### Critica

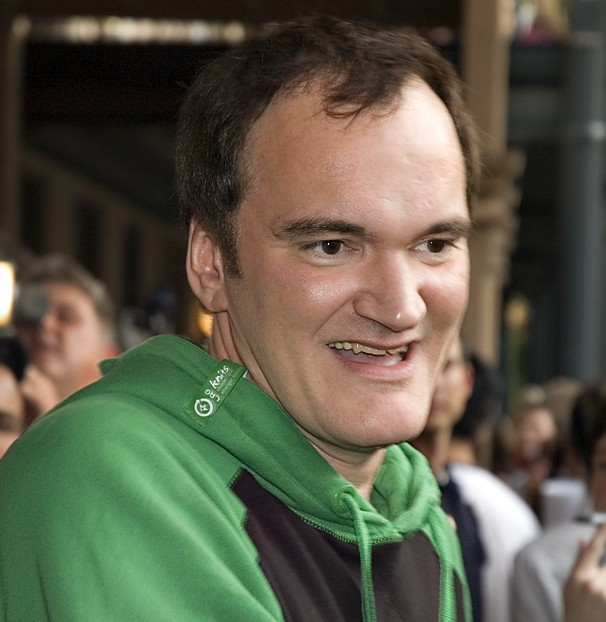
Quentin Tarantino alla première del film

Grindhouse è stato accolto positivamente dai critici internazionali, guadagnandosi un buon 81% di voti favorevoli su Rotten Tomatoes. Entertainment Weekly lo ha consacrato dandogli una "A" e scrivendo al suo proposito «...estremamente divertente, un tributo eccitante verso i giorni gloriosi dell'exploitation anni settanta [...] ti farà ridere, spaventare e restar teso». Peter Travers di Rolling Stone ha recensito positivamente la pellicola, dicendo «questo "tour de force" tra pallottole e pupe tutto petto ti riporta ai fasti del vero film».
Il critico James Berardinelli ha ben parlato della pellicola, ma non proprio come gli altri. Assegnandogli tre stelle su quattro, Berardinelli ha detto che il film è «cinema espresso in modo "pulp" con gran mestiere... [Rodriguez e Tarantino] parlano con il cuore... ma non tutti in sala possono recepire il loro messaggio». I critici cui non è piaciuto il film hanno argomentato le loro recensioni contro la rappresentazione della violenza in maniera comica: Larry Ratliff del San Antonio Express-News ha fatto notare che «quest'avventura ambiziosa, graffiata e antiquata non riesce a far breccia nei nostri sensi». In modo molto simile, Dennis Schwartz di Ozus' World Movie Reviews è rimasto impassibile, scrivendo che il film è «tanto divertente quanto fare un incidente con un'auto» e ha trovato che le pellicole non son altro che «film fantastici da ragazzini senza una trama solida ed articolata». Tutte e due le pellicole sono state giudicate con una C-, osservando però che mentre Planet Terror è riuscito a cogliere lo spirito del genere, A prova di morte è risultato un «vuoto» riempito con «dialoghi interminabili e personaggi logorroici che uno spettatore di una "grindhouse" non avrebbe mai voluto sentire».
Questa opinione è stata condivisa da altri critici: Mick LaSalle del San Francisco Chronicle ha dato al film un buon voto, ma ha fatto notare che «il segmento di Rodriguez è terrificante, mentre quello di Tarantino è estremamente lungo e infantile».

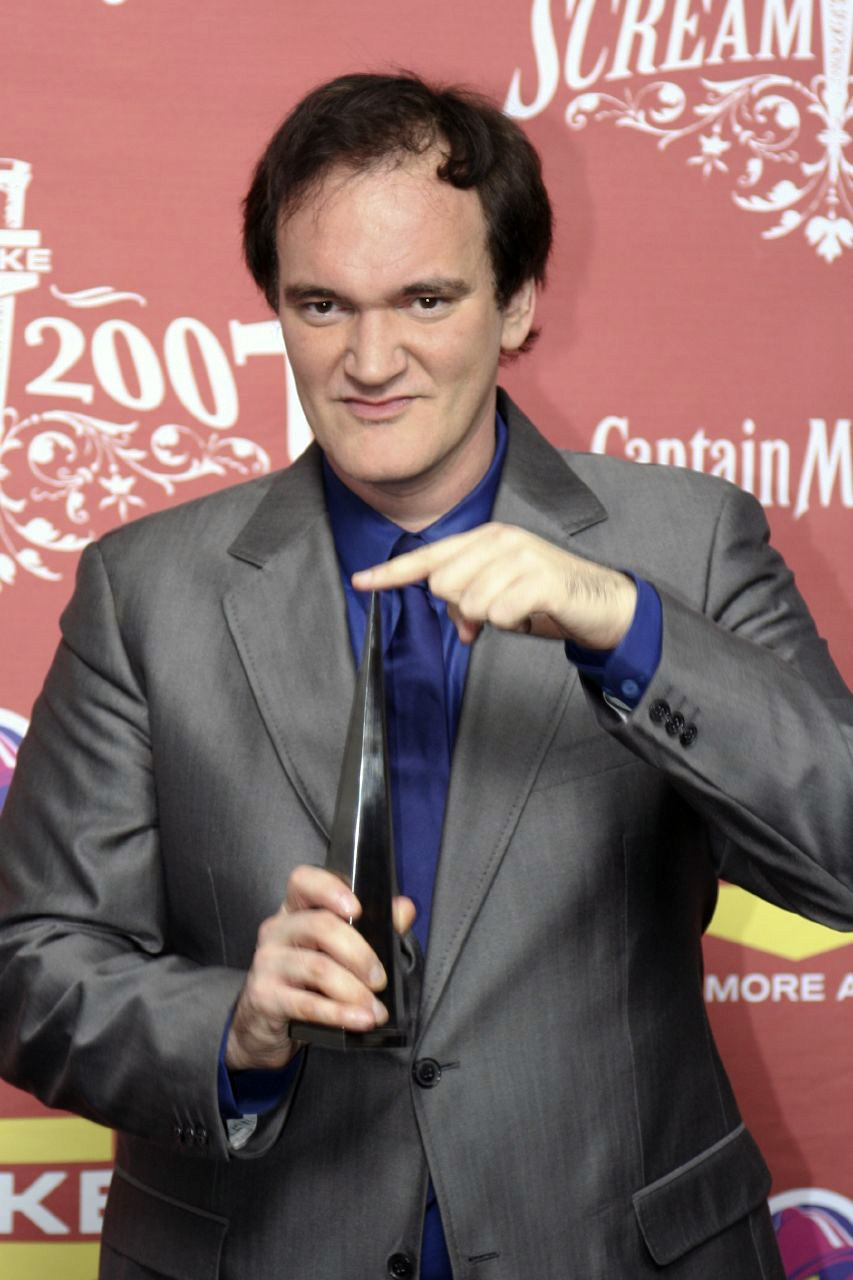
Quentin Tarantino alla cerimonia degli Scream Awards 2007 vinti per "Grindhouse"

Altri, invece, hanno considerato A prova di morte un segmento più interessante e l'hanno tenuto maggiormente in considerazione. John Beifuss del Memphis Commercial Appeal suggerisce un altro elemento di riflessione: «l'elemento di sorpresa del film e la sua continua attesa è un elemento tipico della "grindhouse", sicuramente più ricercato di tette al vento e coltelli insanguinati». Jeffrey M. Anderson, di Combustible Celluloid scrive che A prova di morte svolge molto bene il suo compito, assomigliando ad un vero film d'exploitation anni settanta, molto distante dall'elemento "shock gratuito" e più insolito.

## Sequel
Sia Rodriguez che Tarantino hanno asserito di essere interessati nella possibilità di un sequel di Grindhouse. Per quanto riguarda il suo segmento, Tarantino ha detto di voler girare un «vecchio film di kung fu in cinese sottotitolato in certi paesi e in una versione più corta in altri». Rotten Tomatoes ha invece riportato che Edgar Wright potrebbe trasformare Don't! in una pellicola di 90 minuti. Secondo Eli Roth, lui e Wright hanno discusso a lungo la possibilità di unire Don't! e Thanksgiving per un sequel di Grindhouse. Roth avrebbe affermato: «Stiamo parlando con la Dimension... se pensano che il primo "Grindhouse" abbia funzionato saranno interessati. Cercherò di convincerli!».